# Night Work
Night Work es el tercer álbum de estudio de la banda estadounidense de pop Scissor Sisters. Fue lanzado el 28 de junio de 2010 y fue precedido por el lanzamiento su primer sencillo "Fire with Fire" el 20 de junio. Contó con la producción del aclamado productor discográfico Stuart Price. 

## Antecedentes
Jake Shears obtuvo la inspiración para la composición de las letras de "Night Work" cuando estuvo un tiempo en Alemania, descansando luego de una ardua gira con la banda.
El primer sencillo del álbum fue "Fire with Fire", seguido por "Any Which Way". "Invisible Light" fue lanzado en formato EP por Boys Noize Records el 16 de agosto de 2010, conteniendo su versión original, así como remixes de Boys Noize, Stuart Price, y Siriusmo. Este EP fue lanzado en una edición transparente, vinilo de color amarillo, además de los formatos en CD y descarga digital.
El arte de tapa del álbum, es una fotografía tomada en 1983 por Robert Mapplethorpe al bailarín Peter Reed.

## Desempeño comercial
El álbum debutó en la posición # 18 en el Billboard 200 de los Estados Unidos vendiendo 18,260 copías en la primera semana, logrando meter su segundo álbum entre los 20 primeros en su país de origen.
En el Reino Unido, el álbum debutó en el # 2, detrás del álbum Recovery del rapero Eminem, vendiendo 46.071 copias.

## Lista de canciones
| N.º | Título                | Escritor(es)                                             | Productor(es)                 | Duración |  |
| 1.  | «Night Work»          | Jason Sellards, Scott Hoffman, Derek Gruen, Stuart Price | Stuart Price, Scissor Sisters | 3:08     |  |
| 2.  | «Whole New Way»       | Sellards, Hoffman, Price                                 | Stuart Price, Scissor Sisters | 2:53     |  |
| 3.  | «Fire with Fire»      | Sellards, Hoffman, Price                                 | Stuart Price, Scissor Sisters | 4:13     |  |
| 4.  | «Any Which Way»       | Sellards, Hoffman, Ana Lynch, Price                      | Stuart Price, Scissor Sisters | 4:41     |  |
| 5.  | «Harder You Get»      | Sellards, Hoffman, Price                                 | Stuart Price, Scissor Sisters | 3:06     |  |
| 6.  | «Running Out»         | Sellards, Hoffman, Santi White                           | Stuart Price, Scissor Sisters | 3:09     |  |
| 7.  | «Something Like This» | Sellards, Hoffman                                        | Stuart Price, Scissor Sisters | 3:02     |  |
| 8.  | «Skin This Cat»       | Hoffman, Lynch, Sellards                                 | Stuart Price, Scissor Sisters | 2:41     |  |
| 9.  | «Skin Tight»          | Sellards, Hoffman, Price                                 | Stuart Price, Scissor Sisters | 3:26     |  |
| 10. | «Sex and Violence»    | Sellards, Hoffman                                        | Stuart Price, Scissor Sisters | 4:14     |  |
| 11. | «Night Life»          | Sellards, Hoffman, Lynch, Gruen, Price                   | Stuart Price, Scissor Sisters | 3:37     |  |
| 12. | «Invisible Light»     | Sellards, Hoffman, Lynch, Price                          | Stuart Price, Scissor Sisters | 6:14     |  |

```

```

| iTunes Deluxe Edition bonus tracks |                                           |          |  |
| N.º                                | Título                                    | Duración |  |
| 13.                                | «Fire With Fire» (Digital Dog Radio Edit) | 2:42     |  |
| 14.                                | «Invisible Light» (Siriusmo Remix)        | 4:34     |  |

```

```

| Edición japonesa con bonus tracks |                                             |          |  |
| N.º                               | Título                                      | Duración |  |
| 13.                               | «Fire With Fire» (Digital Dog Radio Edit)   | 2:42     |  |
| 14.                               | «Invisible Light» (Stuart Price US 12" Mix) | 7:27     |  |
| 15.                               | «Invisible Light» (Siriusmo Remix)          | 4:34     |  |

## Posicionamiento en listas
| Listas (2010)                                      | Mejor posición |
| -------------------------------------------------- | -------------- |
| Alemania (German Albums Chart)                     | 29             |
| Australia (Australian Albums Chart)                | 10             |
| Austria (Austrian Albums Chart)                    | 36             |
| Canadá (Canadian Albums Chart)                     | 23             |
| Dinamarca (Danish Album Chart)                     | 36             |
| España (Spanish Album Charts)                      | 28             |
| Estados Unidos (Billboard 200)                     | 18             |
| Estados Unidos (Billboard Digital Albums)          | 5              |
| Estados Unidos (Billboard Dance/Electronic Albums) | 3              |
| Estados Unidos (Billboard Independent Albums)      | 1              |
| Finlandia (Finnish Album Chart)                    | 22             |
| Francia (French Album Chart)                       | 19             |
| Grecia (Greek Albums Chart)                        | 2              |
| Irlanda (Ireland Album Chart)                      | 11             |
| Italia (Italian Albums Chart)                      | 39             |
| Noruega (Norwegian Albums Chart)                   | 31             |
| Nueva Zelanda (New Zealand Albums Chart)           | 36             |
| Reino Unido (UK Albums Chart)                      | 2              |
| Suecia (Swedish Albums Chart)                      | 15             |
| Suiza (Swiss Album Charts)                         | 12             |

## Créditos
- Jake Shears – voces
- Babydaddy – bajo, guitarra, teclados, programación
- Ana Matronic – voces, coros
- Del Marquis – guitarra, bajo
- Joan Wasser – arreglos orquestales
- Kylie Minogue – coros en Any Which Way, sampleo de Can't Get You Out Of My Head en Something Like This
- Santi White (Santigold) – coros en Running Out
- Ian McKellen – en Invisible Light
- Helen Terry – coros en Whole New Way
- Randy Real – batería, percusión
- John "JJ" Garden – teclados
- Stuart Price – Producción